# La Danse de la fontaine émergente
La Danse de la fontaine émergente est une œuvre d'art public du plasticien franco-chinois Chen Zhen située à Paris, en France, dans le 13e arrondissement. Il s'agit d'une fontaine prenant la forme stylisée d'un dragon dont le corps semble émerger à plusieurs reprises du sol de la place. Le corps du dragon est transparent et l'eau circule sous forte pression à l'intérieur. L'œuvre est une commande de la ville de Paris et a été inaugurée en 2008.

## Description
L'œuvre est constituée de trois parties distinctes, chacune évoquant le corps d'un dragon qui émergerait du sol à intervalles réguliers.
La première partie émerge du mur de l'usine souterraine de production d'eau et est opaque. Le corps du dragon est stylisé en bas-relief sur le mur du bâtiment et semble sortir du mur juste avant de pénétrer dans le sol.
Les deux autres parties prennent la forme de tubes transparents en arc de cercle, munis d'écailles sur leur partie supérieure. Le corps du dragon semble émerger du sol avant d'y retomber. La tête du dragon n'est pas figurée. De l'eau sous haute pression circule à l'intérieur de ces deux parties, mise en valeur par un éclairage de teinte variable.

## Localisation
La fontaine est située place Augusta-Holmes, rue Paul-Klee, dans le nouveau quartier Seine Rive Gauche du 13e arrondissement de Paris.

## Acquisition
L'œuvre est une commande de la commission des affaires culturelles de la ville de Paris datant de 1999. L'artiste, Chen Zhen, est mort en 2000 alors que son œuvre n'était qu'à l'état d'esquisses.
Le projet est relancé par la mairie de Paris en 2001 et complété par Xu Min, épouse et collaboratrice de Chen Zhen. L'œuvre est finalement financée par la ville de Paris et le ministère de la Culture et réalisée par la SEMAPA. Elle est inaugurée le 12 février 2008 en présence de Xu Min.

## Artiste
Chen Zhen (1955-2000) est un artiste franco-chinois. Né à Shanghai et se tournant à l'origine vers la peinture, il intègre l'Académie des beaux-arts de Paris en 1986 et se tourne vers les installations. Xu Min était son épouse et sa proche collaboratrice.